# Dobrudzsai-hátság
A Dobrudzsai-hátság (románul: Podişul Dobrogei)  Kelet-Romániában, a Dobrudzsa régióban található hátság, melyet északról és nyugatról a Duna, keletről pedig a Duna-delta és a Fekete-tenger határol.
Átlagos tengerszint feletti magassága 200-300 méter, az északi részen magasabb. Legmagasabb pontja a Măcin-hegységhez tartozó, 467 méter magas Ţuţuiatu/Greci hegy.
Klímája Románia többségéhez képest valamivel melegebb és szárazabb, így flórájában több mediterrán faj is megtalálható.
Nyugatról keletre folyik át rajta a  Casimcea és a Taița.  Területén több tó is van, melyek közé tartozik az Oltina, a Bugeac, a Mangalia, a Techirghiol, a Siutghiol, a Taşaul, és a Razim.

## Tájegységei
Legnagyobb tájegységei a következők:
- Măcin-hegység
- Casimcea-hátság
- Tulcea-hegyek
- Medgidia-hátság
- Negru Vodă-hátság
- Oltina-hátság
- Istria-hátság